# Hollós László
Hollós László (1881-ig Schwarzkopf László) (Szekszárd, 1859. június 18. – Szekszárd, 1940. február 16.) magyar botanikus, mikológus,  a Magyar Tudományos Akadémia 
levelező tagja. A magyar mikológia (gombatan) egyik nemzetközi ismertségű, jelentős alakja, a hazai flóra és a (főként nagy-)gombák fáradhatatlan kutatója volt. A botanikai, illetve a mikológiai faj leírójaként mint "Hollós" szerepel.

## Életútja
Hollós Alajos ügyvéd édesapja, aki Tolna vármegye 1848-as Honvédegyletének utolsó elnöke volt, 1881-ben magyarosította a Stájerországból származó családi nevét Hollósra, Czieger Annával 1858-ban kötöttek házasságot, amelyből négy gyermek született. Az apa a legidősebb gyermekébe, Lászlóba is beoltotta természet- és hazaszeretetét. A fiatal Hollós rajzkészségnek és tehetségének tudományos működése idején is nagy hasznát vette és – Kitaibel Pál mellett – egyike azoknak a magyar tudósoknak, akik saját rajzokkal illusztrálják munkáikat. Hollós illusztrációi olyan tökéletesek, hogy tudományos munkáinak értékelésénél kitűnő és művészi rajzait mindenkor nagyon kiemelik. A reáliskoláit, édesapja elképzeléseinek megfelelően, minden esztendőben más és más városban végzi. Távol a szülői felügyelettől is minden esztendőben kitűnő eredménnyel végezte el középiskoláit. Érettségi után az egyetemi tanulmányok végzésére a budapesti József Nádor Műegyetem kémia és fizika szakára iratkozott be, majd 1883-ban a Budapesti Tudományegyetemen szerzett kémia–fizika szakos tanári oklevelet.
1878 és 1888 között előkelő családoknál nevelősködött. Ezek között a legtermékenyebb időszaka a Jászmonostoron eltöltött esztendő volt. Ebben az időben (1894) jelent meg a Cserey-féle növényhatározó, ez kedvet adott Hollósnak a növényhatározáshoz. 1887-ben ismét beiratkozott a budapesti egyetemre, ahol - a nevelősködés mellett előbb állat- és növénytant, ezek elvégzése után ásványtant és földrajzot is tanult, és mind a négy tárgyból megszerezte a tanári oklevelet.
Az 1890/1891-es tanévben a Budapesti Tudományegyetemen az Entz Géza vezette állattani tanszéken tanársegéd lett . Bölcsészdoktori oklevelét 1892-ben szerezte meg növénytan, ásványtan és kémia szaktárgyakban. Szándéka ellenére, a kultuszminiszter 1891-ben áthelyezte őt Kecskemétre, a Magyar Királyi Állami Főreáliskolához (alapítva: 1875) helyettes óraadó tanárnak - szerény fizetésért.
A Magyar Királyi Főreáliskola épülete 1912-1914 között épült, amely 1959-től Katona József Gimnázium. Itt volt iskolaigazgató Kacsóh Pongrác zeneszerző 1909-től. Lojka Hugó mellett Hollós László botanikusként részt vett Déchy Mór hatodik, 1898-as kaukázusi expedíciójában. Az itt végzett kutatási eredményeit Déchy Mór adta közre a nagyrészt Dagesztán hegyvidékéről írt útleírásaiban a velük együtt utazó Papp Károly geológus eredményeivel együtt.
Hollós Kecskeméten húsz éves munkássága alatt létrehozott egy értékes természetrajzi gyűjteményt, amely 150 kitömött állatot, 1387 darabos bogár- és lepkegyűjtemény, közel négyszáz növényt és ugyanennyi ásványt, összesen 4846 tételt foglalt magába.
1891-től Kecskeméten volt főreáliskolai tanár, itt volt igazgató Kacsóh Pongrác zeneszerző 1909-től. A Magyar Királyi Állami Főreáliskola épülete 1912-1914 között épült, amely 1959-től Katona József Gimnázium. Lojka Hugó mellett Hollós László botanikusként részt vett Déchy Mór hatodik, 1898-as kaukázusi expedíciójában. Az itt végzett kutatási eredményeit Déchy Mór adta közre a nagyrészt Dagesztán hegyvidékéről írt útleírásaiban a velük együtt utazó Papp Károly geológus eredményeivel együtt.
A különc ember hírében álló Hollós 1911-ben az iskolai szertárban elhelyezett természetrajzi gyűjtemény ürügyén konfliktusba keveredett főreáliskolai felettesével, Kacsóh Pongrác igazgatóval, aki a szertárt tanteremmé szándékozott átalakítani. Hollós haragjában, csalódottságában Európa-hírű gomba- és természettudományi gyűjteményét megsemmisítette, munkáját odahagyva 1911 őszén visszaköltözött szülővárosába, Szekszárdra. Tanártársai sajnálkozó búcsúlevelet intéztek hozzá. A búcsúzó levélre adott válaszlevelében Hollós értesítette az iskola tanári karát és igazgatóját, hogy kétezer forintos alapítványt tett a botanikából legeredményesebben tanuló diákok számára, amely akkoriban az eladott tudományos könyvtára vételárának felét tette ki. A Tolna megyei múzeumnak adományozta 1911 augusztusában "értékes régipénz-gyűjteményét", amely 670 darabból állott. A kialakult botrány "elsimítására" a kultuszminiszter 1912-ben Hollóst - elismerése jeléül - "címzetes igazgató"-nak nevezte ki. Hollós Szekszárdon édesanyjához költözött (+1916), de már 61 éves volt, amikor 1920-ban feleségül vette Balogh Mária óvónőt (+1931), amely új lendületet hozott munkásságába, de egyúttal környezetével is szembeállította. Hollós László 1940. február 16-án hunyt el Szekszárdon. Temetésén sem a város, sem az Akadémia nem képviseltette magát.

## Munkássága
Pályája kezdetén a legkülönfélébb természetrajzi kérdésekkel foglalkozott. A botanika iránti elkötelezettséget egy felkérés hozta meg számára, amikor 1895-ben a millenniumi ünnepségekre kiadandó Kecskemét-monográfia természetrajzi fejezeteit bízták rá: Hollós feltérképezte a környék flóráját és geológiai viszonyait,  s ezt követően figyelmét a gombák kutatására fordította. Legjelentősebb eredményeit is a mikológia területén érte el. A tanítványai által hozott és a saját gyűjtőútjain talált gombákból több mint 200 darabot elküldött Hazslinszky Frigyesnek (1818-1896) az ország legismertebb gombaszakértőjének Eperjesre.
Hollós László figyelme - Hazslinszky Frigyes hatására - a gombák felé fordult, és minden mást abbahagyva ennek a tudománynak szentelte további életét. Számos új gombafajt írt le, elsősorban Kecskemét és Szekszárd környékéről: szűkebb pátriájában az 1910-es és 1930-as évek között közel 1400 gombafajt azonosított. Kutatásai eredményeként bebizonyosodott, hogy az Alföld homokos pusztáin a nagygomba fajok száma messze nagyobb, mint azt korábban hitték. Értékesek a magyarországi földalatti tömlősgombák közé tartozó szarvasgombákról (Tuberaceae), és a bazídiumos (Agaromycotina altörzs) pöfeteggombákról (Gasteromycetes, informálisan: "gasteroid gombák") szóló tanulmányai, 1903-as műve német fordításban is megjelent Lipcsében. Hollós Szekszárdon visszavonultan élt, de hamarosan újra növénytani és gombászati cikkeket publikált. 1913-ban jelentette meg a Kecskemét vidékének gombái című, több mint 20 év kutatását összefoglaló munkáját. A szülővárosában végzett munka eredménye az Új gombák Szekszárd vidékéről 1926-ban, majd 1933-ban a Szekszárd vidékének gombái.

## Elismerései

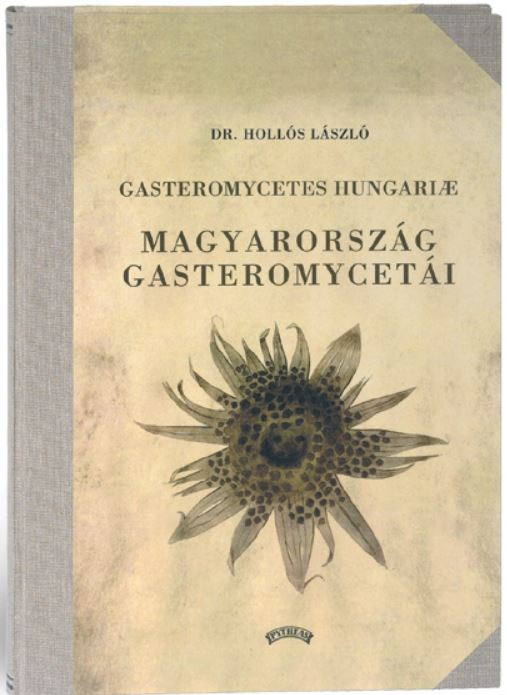
Magyarország Gasteromycetái. Gasteromycetes Hungariae (1933)

1903: A Magyar Tudományos Akadémia tehetségét, szorgalmát és eredményeit elismerve megbízta a Magyarország Gasteromycetái című kötet megírásával. Moesz Gusztáv szerint az 1903-ban magyarul, 1904-ben németül megjelent "gazdagon illusztrált műve méltán szerzett neki soha el nem halványuló hírnevet", hiszen fél évszázad alatt ez volt a legkiválóbb növénytani mű.
1904: Die Gasteromyceten Ungarns. Gasteromycetes Hungariae, cum tabulis XXXI. Oswald Weigel, Leipzig, 278. o., 1904. "A gombák Hollós leírása és saját festményei nyomán a külföld ámulatát is kivívták" (Moesz).
1904: Tudományos eredményei elismeréseként a Magyar Tudományos Akadémia Mágócsy-Dietz Sándor ajánlására egyhangúlag akadémiai levelező taggá választotta.
1905: A következő évben jelent meg Magyarország földalatti gombái című székfoglaló értekezése, amellyel megvetette a hazai szarvasgomba-kutatás új alapjait.
1956: Hollós László mellszobrának felállítása a szekszárdi Garay János Általános Iskola és Alapfokú Művészeti Iskolában, Zrinyi utca 78. (Vörös János szobrászművész alkotása).
1959. Megemlékező tudományos ülésszak Hollós születésének 100. évfordulóján, ugyanekkor emléktáblát is elhelyeztek Holló László lakását és halálának helyét megjelölő házon Szekszárdon, a Mátyás király utcában.
1965: Szász Endre képzőművész elkészítette Hollós László szekszárdi botanikusról a rézkarc portréját, amely a Galéria Savaria-n megtekinthető.
1970: Szekszárd városa tudományos ülésszakokkal adózott Hollós László emlékének.
1999: Hollós László szülőházának megjelölése emléktáblával születésének 140. évfordulóján a Babits Mihály u. 11. ház falán.
2002: Hollós László Emléknap, Szekszárd. 2002. november 8.
2009: Hollós Lászlót, akit „gombaismeretben világszerte páratlan nagy tudósnak ismerték el” születésének 150. évfordulóján a jubileumi emlékév keretében Szekszárd Megyei Jogú Város Önkormányzatának Közgyűlésében posztumusz Szekszárd Város Díszpolgárává avatta.
2016: A Szekszárdi Települési Értéktár Bizottság Hollós László gombakutató életművét a kulturális örökség  kategóriába felvette a Szekszárd Települési Értéktárba'', ezt követően a Tolna Megyei Értéktár Bizottság is döntött a Tolna Megyei Értéktárba történő felvételéről.
Szekszárd város polgárai napjainkban is éberen ápolják városuk híres szülöttének emlékét: kiállításokkal (2020), gyermekek természetismereti szavalóversenyeivel (2009-2020), vagy a Szekszárdi Értéktár ismertető filmjeivel.
Tiszteletére több gomba- és növényfajt neveztek el róla. A Hollosia Gyeln. genusz nevet Kőfaragó-Gyelnik Vilmos (auktor rövidítése: Gyeln.) adta 1939-ben, (jelenleg érvényes genus név: Scutula Tul., 1852, Fam. Byssolomataceae). A típusfaj a Hollosia vértesensis Gyeln.,1939. A Camarosporium hollosii Sacc. & Trotter, 1913 (syn. C. elaeagni Hollós, 1910); Disciseda hollosiana Henn., 1902; Hypnum hollosianum, Leptosphaeria hollosii Moesz, 1929; Seimatosporium hollosii (Tóth) Shoemaker 1964 (syn. Cryptostictis hollosii Tóth, 1960).

## Főbb művei
Hollós László szócikk korábbi hiányos, néhány esetben téves publikációs bibliográfiai adatai az olasz Ladislaus Hollós szócikkből származtak. Hollós László teljes munkásságának részletes adatai (101 tétel), továbbá az addig megjelent, róla szóló cikkek (8 tétel) Moesz Gusztáv megemlékezésében összegyűjtve találhatók. Hollós László szépirodalmi, kémiai, régészeti, életrajzi, utazási, geológiai, vegyes tárgyú, botanikai, gombászati (mycologiai) munkái Szakály Ferenc (1989) könyvének „Függelék”-ében is megtalálhatók. Összes gombászati közleményeinek száma Szakály szerint a magyar tudományos lapokban: 65, a külföldi lapokban megjelent közleményeinek száma ismeretlen. Jakucs Erzsébet szerint a Hollós által leírt új fajok – zömmel aszkuszos és konídiumos gombák – száma megközelítőleg 480. Hollós érdemeit nem csökkenti, hogy több faj leírását – a leírás újdonságát – Moesz Gusztáv-nak korrigálnia kellett.

### Hollós László néhány kiemelt mikológiai (botanikai) munkája
- Adatok a Ranunculaceák rhizomáinak alak- és szövettanához. Egyetemi doktori értekezés. 24 o. + 1 tábla. Tóth László könyvnyomda, Kecskemét, 1892
- Új Lycoperdon-fajok Magyarország gombaflórájában. Természettudományi Közlemények, XLVII. pótfüzet Pesti Lloyd-Társulat Könyvnyomda, Budapest, 1898
- Adatok Magyarország gombáinak ismeretéhez. Természettudományi Közlemények, 30:341 50. o., 1898 https://epa.oszk.hu/02100/02181/00340/pdf/EPA02181_Termeszettudomanyi_kozlony_1898_046-050.pdf
- Új adatok Magyarország gombáinak ismeretéhez. A Kecskeméti áll. Főreálisk. 1898-99. évi Értesítője, Kecskemét, 1-20 o. + 1 tábla. 1899
- Félreismert Geasterek. Természettudományi Közlöny, 30: 363, 163-164. o. 1899 https://epa.oszk.hu/02100/02181/00342/pdf/
- Úti jegyzetek a Kaukázusból. A „Kecskemét” c. lap XXVII. évf. 16. és következő számaiból készült különlenyomat, 8 részben. Sziládi László Kiadó, Kecskemét, 1-67 o. 1899
- Adatok gombáink ismeretéhez. Természettudományi Közlöny, 32: 365 (363), P20* P183., 1900
- Új Gasteromyceta fajok Magyarországból. Matematikai és Természettudományi Értesítő Vol. 19. 304-331. o., 1901 https://real-j.mtak.hu/4433/1/MatematikaiTermTudErtesito_19.pdf
- Magyarország Gasteromycetái. Gasteromycetes Hungariae, cum tabulis XXXI. Franklin-Társulat Magyar Irod. Intézet és Könyvnyomda, Budapest, 231 o. + 31 tábla. 1903
- Die Gasteromyceten Ungarns. Gasteromycetes Hungariae, cum tabulis XXXI. Oswald Weigel, Leipzig, 278. o., 1904
- Magyarország földalatti gombái. Matematikai és Természettudományi Értesítő. Vol. 23. 230-262.o., 1905 https://real-j.mtak.hu/4438/
- Újabb adatok Kecskemét vidékének flórájához. Botanikai Közlemények 9(2):100-101. o., 1910 https://epa.oszk.hu/02300/02362/00002/pdf/EPA02362_botanikaikzlemny08magy_09_02_100-101.pdf
- Kecskemét vidékének Puccinia fajai. Botanikai Közlemények 9(2): 101-109.o., 1910 https://epa.oszk.hu/02300/02362/00002/pdf/EPA02362_botanikaikzlemny08magy_09_02_101-109.pdf
- A Magyarországban eddig észlelt Ramularia-fajok. Botanikai Közlemények 9(2): 109-116. o., 1910 https://epa.oszk.hu/02300/02362/00002/pdf/EPA02362_botanikaikzlemny08magy_09_02_109-116.pdf
- Magyarország földalatti gombái, szarvasgombaféléi. (Fungi hypogaei Hungariae). A M. Tud. Akad. Math. és Term. tud. Bizottságának megbízásából. Királyi Magyar Természettudományi Társulat kiadása, Budapest. 248 o. + 5 t., 1911 https://eprints.edk.oee.hu/585/1/q_124_hollos_mo_foldalatti_gombai.pdf (reprint: Dr. Hollós László: Magyarország földalatti gombái, szarvasgombaféléi. Első Magyar Szarvasgombász Egyesület, Budapest. 270 o., 1988)
- Tolna vármegye flórájához. Botanikai Közlemények, Vol. 11. 89-108. o., 1911 https://real-j.mtak.hu/8111/1/BotanikaiKozlemenyek_010.pdf
- Kecskemét vidékének gombái. Matematikai és Természettudományi Közlemények 32(3): 141-323. o., 1913 https://real-j.mtak.hu/4511/1/MatematikaiTermTudKozlemenyek_32.pdf
- Új gombák Szekszárd vidékéről. Matematikai és Természettudományi Közlemények XXXV kötet 1. sz. 3 - 64. o., 1926 https://real-j.mtak.hu/4514/1/MatematikaiTermTudKozlemenyek_35.pdf
- Szekszárd vidékének gombái. (Fungi Regionis Szekszárdiensis). Matematikai és Természettudományi Közlemények XXXVII. köt. 2. sz. MTA kiadása, Budapest, 1-218. o. 1933 https://real-j.mtak.hu/4516/1/MatematikaiTermTudKozlemenyek_37.pdf